# Kanton Quiberon
Der Kanton Quiberon (bretonisch Kanton Kiberen) ist seit 1790 ein französischer Wahlkreis im Arrondissement Lorient, im Département Morbihan und in der Region Bretagne; sein Hauptort ist Quiberon.

## Geschichte
Der Kanton entstand am 15. Februar 1790. Von 1801 bis 2015 gehörten sieben Gemeinden zum Kanton Quiberon. Mit der Neuordnung der Kantone in Frankreich wechselten 2015 alle  Gemeinden der bisherigen Kantone Belz und Belle-Île zum Kanton Quiberon. Somit zählt der neue Kanton Quiberon sechzehn Gemeinden.

## Lage
Der Kanton liegt im Süden des Départements Morbihan, teilweise am Meer und teilweise im Meer (Insel Belle-Île).  

## Gemeinden
Der Kanton besteht aus 16 Gemeinden mit insgesamt 37.896 Einwohnern (Stand: 1. Januar 2022) auf einer Gesamtfläche von 277,40 km²:
| Gemeinde              | Bretonisch          | Einwohner (2022) | Fläche (km²) | Code postal | Code Insee |
| --------------------- | ------------------- | ---------------- | ------------ | ----------- | ---------- |
| Bangor                | Bangor              | 1.002            | 25,54        | 56360       | 56009      |
| Belz                  | Belz                | 3.869            | 15,67        | 56550       | 56013      |
| Carnac                | Karnag              | 4.215            | 32,71        | 56340       | 56034      |
| Erdeven               | An Ardeven          | 3.987            | 30,64        | 56410       | 56054      |
| Étel                  | An Intel            | 2.058            | 1,74         | 56410       | 56055      |
| Hœdic                 | Edig                | 103              | 2,08         | 56170       | 56085      |
| Île-d’Houat           | Houad               | 214              | 2,91         | 56170       | 56086      |
| La Trinité-sur-Mer    | An Drindeg-Karnag   | 1.837            | 6,20         | 56470       | 56258      |
| Le Palais             | Porzh-Lae           | 2.576            | 17,43        | 56360       | 56152      |
| Locmaria              | Lokmaria-ar-Gerveur | 973              | 20,55        | 56360       | 56114      |
| Locoal-Mendon         | Lokoal-Mendon       | 3.529            | 39,97        | 56550       | 56119      |
| Ploemel               | Pleñver             | 3.109            | 25,16        | 56400       | 56161      |
| Plouharnel            | Plouharnel          | 2.272            | 18,32        | 56340       | 56168      |
| Quiberon              | Kiberen             | 4.782            | 8,83         | 56170       | 56186      |
| Saint-Pierre-Quiberon | Sant-Pêr-Kiberen    | 2.327            | 7,54         | 56510       | 56234      |
| Sauzon                | Saozon              | 1.043            | 22,11        | 56360       | 56241      |
| Kanton Quiberon       | Kiberen             | 37.896           | 277,40       | -           | 5617       |

### Kanton Quiberon bis 2015
Der alte Kanton Quiberon umfasste bis zur landesweiten Neugliederung der Kantone 2015 sieben Gemeinden auf einer Fläche von 78,59 km². Diese waren: Carnac, Hœdic, Île-d’Houat, Plouharnel, Quiberon (Hauptort), Saint-Pierre-Quiberon und La Trinité-sur-Mer.

### Bevölkerungsentwicklung
| 1962   | 1968   | 1975   | 1982   | 1990   | 1999   | 2006   | 2012   |
| ------ | ------ | ------ | ------ | ------ | ------ | ------ | ------ |
| 13.938 | 13.927 | 13.913 | 14.314 | 14.666 | 15.364 | 15.541 | 15.459 |